# Charles-Antoine Deshayes
Pour les articles homonymes, voir Deshayes.
Charles-Antoine Deshayes est un historien français né à Caumont (Eure), le 1er octobre 1787 et mort à Jumièges, Seine-Maritime, le 14 avril 1844. Consacrée à l'abbaye de Jumièges, son œuvre majeure a fait connaître le monument dans le monde entier.

## Biographie
Charles-Antoine Deshayes était notaire royal. Il participa à la sauvegarde des ruines de l'abbaye de Jumièges et commença sa carrière littéraire par une collaboration aux Voyages pittoresques et romantiques dans l’ancienne France du baron Taylor et de Charles Nodier. À partir de manuscrits inédits, il publia ensuite une histoire de l'abbaye de Jumièges qui fait encore référence.

## Ouvrages publiés
- La terre gémétique, notice sur les communes de Jumièges, du Mesnil et d'Yainville sur Gallica (1821).
- Notice sur un chêne extraordinaire appelé la cuve, situé dans la forêt royale de Brothonne, département de l'Eure, (1826).
- Histoire de l'abbaye royale Saint-Pierre de Jumièges, Rouen, Baudry (lire en ligne) (1829).